# Oisterwijk
Oisterwijk  è un comune olandese di 25 845 abitanti situato nella provincia del Brabante Settentrionale.